# Chlosyne leanira
Espèce
Chlosyne leanira est une espèce de lépidoptères (papillons) de la famille des Nymphalidae de la sous-famille des Nymphalinae et du genre Chlosyne.

## Dénomination
Chlosyne leanira a été nommée par Cajetan Freiherr von Felder et Rudolf Felder en 1860.
Synonymes : Melitaea leanira C. & R. Felder, 1860 ; Thessalia daviesi Wind, 1947 ; Thessalia leanira ; Dyar, 1903 .

### Sous-espèces
- Chlosyne leanira alma Strecker, [1878]
- Chlosyne leanira austrima (Austin & Smith, 1998)
- Chlosyne leanira cerrita Wright, 1905
- Chlosyne leanira elegans Preistaf & Emmel, 1998
- Chlosyne leanira oregonensis (Bauer, 1975)
- Chlosyne leanira wrightii (Edwards, 1886)[1].

### Noms vernaculaires
Chlosyne leanira se nomme en anglais Leanira Checkerspot .

## Description
Chlosyne leanira est un papillon marron orné de lignes parallèles de taches de couleur variable du jaune pâle au rouge orangé, une submarginale de taches orange, puis une de taches rondes jaunes, une seconde de taches rondes jaunes aux antérieures alors qu'aux postérieures ce sont des taches ovales; le bord costal des antérieures est souligné d'orange.
Le revers des antérieures est orange à damiers blancs et aux postérieures les damiers sont blancs cernés de marron.  C'est un papillon de taille moyenne (son envergure varie entre 35 et 45 mm.

## Biologie

### Période de vol et hivernation
Chlosyne leanira hiberne au troisième stade de chenille.

### Plantes hôtes
Les plantes hôtes de la chenille sont  des Castilleja et Cordylanthus pilosus.

## Écologie et distribution
Il est présent sur la côte ouest de l'Amérique du Nord aux États-Unis  dans le sud de l'Oregon et de l'Idaho, le Nevada, l'Utah, l'ouest du Coloradoet en Californie .

### Biotope
Il est présent dans les canyons, dans les clairières, au bord des routes.

### Protection
Pas de statut de protection particulier.